# Talena Atfield
Talena Atfield (nacida el 14 de enero de 1983) es una bajista de origen canadiense. Conocida por su estancia en el grupo de metal alternativo Kittie, ingresó a la banda en 1999, para reemplazar a Tanya Candler quien se fue de Kittie para terminar sus estudios. A finales del mismo año, lanzan el disco debut Spit, en cuya producción Talena no participó dado que el mismo fue grabado cuando aún Tanya era la bajista.
El disco finalmente terminó certificado en oro. Con Talena Atfiled en sus filas, graban el viodeoclip de la canción Brackish, y de este modo comienzan su camino como grupo consolidado. En el año 2000, Kittie consigue formar parte del Ozzfest junto a grupos como Disturbed o Soulfly, y lanzan el EP Paperdoll, canción escrita por Tanya cuando aún se encontraba en la banda.
En octubre del 2001, el grupo saca al mercado Oracle, su segundo álbum el cual incluye el cover Run Like Hell de Pink Floyd, pero esta vez sin una de sus integrantes ya que Fallon Bowman decide abandonar la banda. Talena Atfield junto a las hermanas Morgan Lander y Mercedes Lander, quedan como trío. Unos pocos meses más tarde, en marzo del año 2002, Talena también decide abandonar el grupo.
En el 2003, ingresa en Amphibious Assault para tocar el bajo. La banda estaba liderada por su antigua compañera de Kittie, Fallon Bowman, quien logró un estilo industrial y electrónico. Allí permanece tocando en vivo hasta el año 2004. En el 2007, Talena participa del programa America’s Hot Musician, un reality show donde se presentan distintos concursantes tocando instrumentos. Ella fue jurado durante julio de 2007.